# Abba transversa
Abba transversa är en spindelart som beskrevs av William Joseph Rainbow 1912. Han gav den namnet Araneus transversus.  År 2023 blev den skild ut som enda art i det nya släktet Abba och fick då sitt nuvarande namn. Släktet Abba ingår i familjen hjulspindlar. Det vetenskapliga släktnamnet hedrar den svenska popgruppen Abba.
De undersökta exemplaren påträffades i Queensland och New South Wales nära kusten.
Hanen är 3 till 3,5 mm lång, honan 4 till 4,5 mm. Arten känns igen på den gröna kroppen (krämfärgad hos de undersökta, konserverade exemplaren) med två mörkare fläckar centralt på bakkroppens ryggsida.